# Lardal

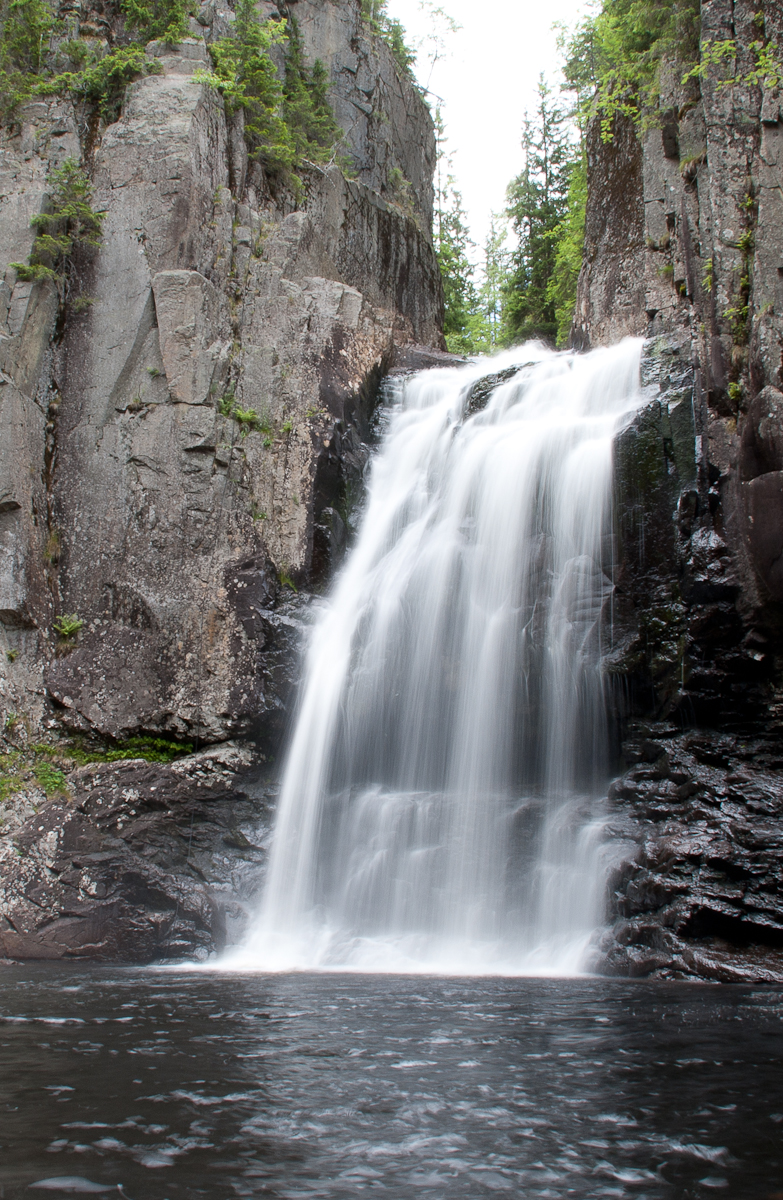
Wasserfall Trollfoss

Lardal war eine Kommune in der norwegischen Provinz Vestfold. Zum 1. Januar 2018 fusionierte sie mit Larvik.
Die Kommune grenzte im Norden an Kongsberg und Hof, im Osten an Re und Andebu, im Süden an Larvik und im Westen an Siljan. Das administrative Zentrum lag in der Ortschaft Svarstad. Die zweitwichtigste Ortschaft war Steinsholt. Der höchste Punkt der Kommune war Vindfjell mit 619 m. Durch die Kommune verlief von Norden nach Süden der Fluss Lågen, in dem reiche Lachsvorkommen vorhanden sind.